# 해리초등학교
해리초등학교는 대한민국 전북특별자치도 고창군 해리면 안산리에 있는 공립 초등학교이다.

## 학교 연혁
- 1922년 5월 1일 해리공립보통학교 개교
- 1938년 4월 1일 해리공립심상소학교 개명
- 1941년 4월 1일 해리공립국민학교로 개칭
- 1950년 6월 1일 해리국민학교로 개칭
- 1981년 3월 1일 병설유치원(1학급) 편성 개원
- 1983년 3월 1일 특수학급 1학급 편성
- 1996년 3월 1일 해리초등학교로 개명
- 2001년 3월 1일 나성분교장 통합
- 2012년 12월 7일 본관 건물 개축 준공
- 2015년 3월 1일 어울림학교(마을학교협력형) 운영
- 2021년 1월 12일 제96회 졸업식 4명 (총 9,230명)
- 2021년 3월 1일 7학급 편성(특수학급 1포함) 유치원 1학급

## 참고 자료
- 해리초등학교 - 한국교육학술정보원 학교알리미